# L'increïble flautista
L'increïble flautista és un ballet compost per Walter Piston l'any 1938, la seva única composició per a l'escenari. El ballet va ser estrenat per la Boston Pops amb Arthur Fiedler el 30 de maig d'aquell any. El llibret, escrit per Piston i Hans Wiener, descriu un mercat ple d'activitat i animat per un circ. Un flautista actua com a encantador de serps i també encanta les dones. Una vídua rica flirteja amb un comerciant, és descoberta pel seu amant, es desmaia i és reanimada per la música del flautista. A continuació, el circ deixa la plaça.
Piston va extreure una suite orquestral del ballet, que va ser estrenada el 22 de novembre de 1940 per la Simfònica de Pittsburgh sota la direcció de Fritz Reiner. La suite està en tretze moviments:
- Introducció
- "Hora de migdiada al mercat i entrada dels venedors"
- "Dansa dels venedors"
- "Entrada dels clients"
- "Tango de les quatre filles"
- "L'arribada del circ i la marxa de circ"
- "Solo del flautista"
- Minuet - "Dansa de la vídua i el mercader"
- "Vals espanyol"
- "Les vuit en punt sonen"
- Siciliano - "Dansa del flautista i la filla del mercader"
- Polca
- Finale